# Верхнетоемское сельское поселение
Верхнето́емское се́льское поселе́ние или муниципа́льное образова́ние «Верхнето́емское» — упразднённое муниципальное образование со статусом сельского поселения в Верхнетоемском муниципальном районе Архангельской области России.
Соответствовало административно-территориальным единицам в Верхнетоемском районе — Верхнетоемскому, Вершинскому (с центром в деревне Черный Ручей) и Сойгинскому (с центром в деревне Игумновская) сельсоветам.
Административный центр — село Верхняя Тойма.
Законом Архангельской области от 26 апреля 2021 года № 413-25-ОЗ с 1 июня 2021 года упразднено в связи с преобразованием Верхнетоемского муниципального района в муниципальный округ.

## География
Верхнетоемское сельское поселение находится на севере Верхнетоемского района, на обоих берегах реки Северная Двина. Выделяются притоки Северной Двины: Варзеньга, Паленьга, Верхняя Тойма, Кынтыш, Кокса, Исток, Унжица. На юге граничит с Двинским сельским поселением и Федьковским сельским поселением.

## Население
| 1970  | 1979  | 1992  | 2001  | 2002  | 2003  | 2004  |
| ----- | ----- | ----- | ----- | ----- | ----- | ----- |
| 5589  | ↘4622 | ↗5011 | ↘4930 | ↘4810 | ↗4847 | ↘4816 |
| 2010  | 2011  | 2012  | 2013  | 2014  | 2015  | 2016  |
| ↘4765 | ↘4738 | ↘4590 | ↘4437 | ↘4332 | ↘4195 | ↘4128 |
| 2017  | 2018  | 2019  | 2020  | 2021  |       |       |
| ↘4101 | ↘4015 | ↘3945 | ↘3877 | ↘3788 |       |       |

Численность населения муниципального образования на 1.01.2011 составляла 4738 человек. В 2009 году было 5910 человек. В 2006 году было 5927 человека.

## История
Муниципальное образование было образовано в 2004 году.

## Населённые пункты
- Алексеевская
- Анисимовская
- Бубновская
- Варзеньга
- Верхняя Тойма
- Власовская
- Георгиевская
- Голубинская
- Горка
- Гридкино
- Драчёвская
- Дунаево Село
- Ермолинская
- Железовская
- Запольки
- Игумновская
- Исаковская
- Карушевы
- Козулинская
- Комаровская
- Кулига
- Лаповская
- Ларионовская
- Лобановская
- Малетинская
- Мартачевская
- Мартемьяновская
- Моисеевская 1-я
- Моисеевская 2-я
- Мокеевская
- Нижняя
- Окулова
- Павловская
- Паленьга
- Пога
- Прилук
- Приозерный
- Село
- Серавинская
- Сойга
- Сосновый
- Староаксеновская
- Сумароковская
- Тоймушка
- Томаша
- Усть-Паленьга
- Феофановская
- Чаплинская
- Чёрный Ручей
- Шипицыно

## Археология
На правом берегу Северной Двины у деревни Прилук находится неолитическая Прилукская стоянка черноборской культуры (входит в черноборскую группу раннего неолита с накольчатой керамикой). Учитывая культурную близость Прилукской стоянки поселениям Ревью I и Эньты I (ранний комплекс) на Вычегде, её можно отнести к сезонным зимним поселениям. На стоянке Прилукская (2 очага) могло проживать 8—16 человек. Представительная серия наконечников указывает на значительную роль охоты в хозяйстве обитателей Прилукской стоянки.